# Мацелинский, Эмиль
Эмиль Мацелинский (пол. Emil Macieliński; 8 апреля 1892 — 17 декабря 1941) — польский военный, майор кавалерии; командир Львовского обшара Союза вооружённой борьбы во время Второй мировой войны, тайно сотрудничавший с НКВД. Известен под псевдонимами Корнель (пол. Kornel), Одровеньж (пол. Odrowąż), Помян (пол. Pomian), Рей (пол. Rey), Сас (пол. Sas) и Ян Маевский (пол. Jan Majewski).

## Биография

### Ранние годы
Родился в семье Корнелия и Зофии Мацелинских из рода Зубек. Окончил 8-летнюю классическую гимназию Стрыя, поступил во Львовскую ветеринарную академию. С 31 июля 1911 года был членом Стрелецких дружин Стрыя.
С 15 августа 1914 по 31 октября 1918 служил в армии Австро-Венгрии, окончил там офицерскую школу. Воевал против Русской императорской армии и против Королевской армии Италии. В конце войны принял участие в разоружении воинских частей Германии и Австрии в Бохне.
В 1918—1919 годах Эмиль Мацелинский участвовал в Великопольском восстании, с января 1919 по 1920 год командовал эскадроном пулемётчиков 3-го полка великопольских уланов в Гнезине, переименованным в феврале 1920 года в 17-й полк уланов и переведённым в Лешно. В составе 17-го полка сражался в 1920 году на фронте советско-польской войны. 3 августа 1920 года командовал 4-м эскадроном 17-го полка во время наступления от Радзивиллова на Волынь. Попав в окружение Красной армии, сумел со своими людьми выбраться из окружения и спасти полк. За это Эмиль был награждён Серебряным крестом Ордена Virtuti Militari.

### Служба в межвоенное время
1 июня 1919 года Мацелинский был произведён в ротмистры кавалерии, а в феврале 1924 года был назначен комендантом 3-й школы подофицеров и 3-й школы подхорунжих запаса кавалерии в Бедруске. 15 августа 1924 года подписан приказ о продвижении Мацелинского по старшинству, 1 декабря того же года он произведён в майоры кавалерии. Проходил в это время службу в 16-м полку великопольских уланов до апреля 1925 года как командир химической защиты и командир эскадрона пулемётчиков. 14 сентября 1926 года назначен квартирмейстером 18-го полка поморских уланов, где проходил службу до 15 января 1928 года. До 1930 года работал в Генеральной инспекции Вооружённых сил Польши, до июля 1929 года был референтом Инспекции армии в Варшаве, позже переведён во Львов. С января 1931 по февраль 1932 годов исполнял обязанности районного инспектора кавалерии в Грудке-Ягеллонском, а 1 апреля 1932 года уволился в запас и переехал в Бельск.
В 1932—1938 годах он работал служащим в больнице Бельска, директором Института социального страхования в Дедичах и представителем судоходной компании в Катовице. В 1938—1939 годах — глава военного комиссариата и комендант самообороны Гуты-Тржинецкой.

### Во время Второй мировой войны
В сентябре 1939 года Мацелинский перебрался во Львов, который вскоре был присоединён к УССР. Тайно он вступил в Союз вооружённой борьбы, войдя во Львовский обшар № 3 (отделение Союза) и получив основной псевдоним «Корнель». Дважды его арестовывало НКВД и оба раза потом освобождали (по другим данным, Мацелинского арестовывали четырежды). Предполагается, что сотрудникам НКВД удалось завербовать на свою сторону Мацелинского. По этой теории, Мацелинский сообщил советской разведке информацию о коменданте СВБ на Западной Украине и Западной Белоруссии, генерале Леопольде Окулицком, Каролине Ланцкороньской и ксёндзе Влодзимеже Ценском. 3 мая 1940 года Мацелинского произвели в подполковники кавалерии.
11 сентября 1941 года прокурор суда Главного командования СВБ в Варшаве, капитан Люция Милевский обвинил Эмиля Мацелинского в государственной измене: согласно обвинительному акту, с января 1940 по июнь 1941 года Мацелинский сотрудничал с НКВД и раскрывал им информацию о Союзе вооружённой борьбы, а также выдавал его членов: так были арестованы подполковник Станислав «Лозинский» Пстроконский, глава разведывательной службы Львовского обшара капитан Роман «Сосна» Кендзерский и курьер Главного командования СВБ Влодзимеж «Марцынюк» Кордецкий. Мацелинскому вменялось нарушение статьи 12 части 2 распоряжения Президента Польской Республики от 24 октября 1934 года о преступлениях против государственной безопасности. Дело Мацелинского проходило под номером K I 2/41. В защиту Мацелинского выступал глава службы безопасности и контрразведки 2-го отдела СВБ Бернард «Оскар» Закржевский.
Суд Главного командования СВБ в Варшаве в составе полковника Конрада «Каролы» Зелинского и поручика Вацлава «Коза» Осиньского 26 сентября 1941 года признал Мацелиньского виновным и приговорил его к смерти. 24 октября было подписано распоряжение коменданта СВБ Стефана Ровецкого о казни, и 17 декабря приговор привели в исполнение. Командовал расстрельной командой подпоручик Лешек «Тварды» Ковальский из ликвидационного отряда 993/W Отдела безопасности и контрразведки Главного командования СВБ. 18 декабря 1941 года комендант СВБ генерал Стефан «Грот» Ровецкий заявил, что действия подполковника Мацелинского расцениваются как государственную измену, поскольку он перешёл на службу к врагу Польши.
Историк Ежи Венгерский считает, что приговор в отношении Мацелинского был судебной ошибкой: Специальный военный суд СВБ использовал фальшивые доказательства, представленные капитаном Эдвардом Мецгером и поручиком Эдвардом Голей. Они также были завербованы НКВД, однако их раскрыли и приговорили к смерти по распоряжению Специального военного суда СВБ 20 ноября 1941 года. В смерти Мацелинского, по мнению Венгерского, надо обвинять и майора Александра Клотца, который испытывал личную неприязнь к Мацелинскому. Венгерский приписывает Мацелинскому некомпетентность, но не коварство. Теория подтверждается частично докладом полковника Леопольда Окулицкого, который называл Мацелинского агентом НКВД, а также воспоминаниями Каролины Ланцкороньской, Александра Клотца и докладом полковника Станислава Пстроконского, составленный после его освобождения из советской тюрьмы.
17 декабря 1941 года Эмиль Мацелинский был расстрелян в Варшаве. Его тело похоронено на варшавском кладбище в Бродне.
Эмиль Мацелинский был трижды женат. Первая жена Хелена родила сына Збигнева Эмиля (1918—1944), солдата Армии Крайовой. Хелена погибла в автокатастрофе. Вторая жена Ванда Бочковская родила дочь Ванду Корнелию в 1924 году и после войны уехала в Бразилию. Третья жена — Сабина Крушиньская, умерла в 1967 году.

## Награды
- Серебряный крест Ордена Virtuti Militari (30 августа 1921)[13] за успешные боевые действия 3 августа 1920 года во главе 4-го эскадрона 17-го уланского полка
- Золотой крест Заслуги (17 марта 1930)[14]
- Памятный знак Генерального инспектора Вооружённых сил (12 мая 1936)

### На польском
- Rocznik Oficerski 1924, Ministerstwo Spraw Wojskowych, Oddział V Sztabu Generalnego Wojska Polskiego, Warszawa 1924, s. 571, 600.
- Rocznik Oficerski 1928, Ministerstwo Spraw Wojskowych, Warszawa 1928, s. 307, 341.
- Rocznik Oficerów Kawalerii 1930, Główna Drukarnia Wojskowa, Warszawa 1930, s. 72.
- Aleksander Klotz, Zapiski konspiratora 1939—1945, opracowanie, wstęp i przypisy Grzegorz Mazur, wydawca Fundacja Centrum Dokumentacji Czynu Niepodległościowego i Księgarnia Akademicka, Kraków 2001
- Grzegorz Mazur, Jerzy Skwara, Jerzy Węgierski, Kronika 2350 dni wojny i okupacji Lwowa 1 IX 1939- 5 II 1946, Katowice 2007, Wyd. Unia Katowice, ISBN 978-83-86250-49-3;
- Jerzy Węgierski, W sprawie podpułkowników Emila Macielińskiego, Stanisława Mrozka i Jana Sokołowskiego, Wojskowy Przegląd Historyczny, Warszawa 1993, nr 2 (144), s. 230—239.
- Jerzy Węgierski, Lwów pod okupacją sowiecką 1939—1941, Warszawa 1991, Editions Spotkania, ISBN 83-85195-15-7
- Karolina Lanckorońska: Wspomnienia wojenne. Wyd. Znak, 2002, ISBN 83-240-0077-1.

### На русском
- Климковский Е. Гнуснейшие из гнусных. Записки адъютанта генерала Андерса. — М.: Вече, 2011.